# Perforadora
|  | Per a altres significats, vegeu «Perforadora (desambiguació)». |

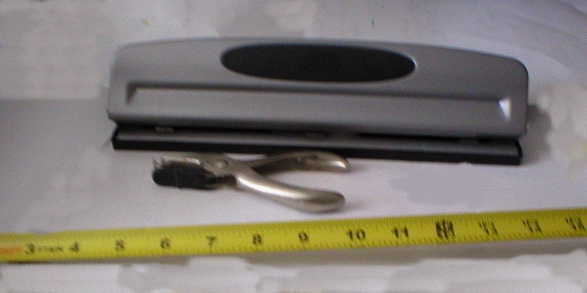
Una perforadora de 3 forats i una altra d'un enfront d'una cinta mètrica per donar una noció de la seva mida.

Una il·lustració que mostra com funciona una perforadora.

Una perforadora o màquina de fer forats és un accessori d'oficina habitual que es s'utilitza per poder fer perforacions en fulls de paper, sovint amb el propòsit d'unir els fulls amb anelles.

## Història
Els orígens de la perforadora de paper es remunten a Alemanya; Friedrich Soennecken va presentar la seva patent el 14 de novembre de 1886 per al seu Papierlocher für Sammelmappen, una perforadora de múltiples forats i un producte de subministrament d'oficina . El 14 de novembre de 2017 es va utilitzar un Google Doodle per celebrar el 131è aniversari de la perforadora.
El primer registre d'una perforadora d'un sol forat, una perforadora de bitllets, es va publicar el 1885, quan Benjamin Smith va ajudar a crear una perforadora accionada per ressort que tenia un receptacle per recollir els chads. Smith el va anomenar el "punxó del director d'orquestra". Una perforadora de paper posterior va ser refinada el 1893 per Charles Brooks, i es va anomenar perforadora de bitllets a causa del seu paper inicial en la perforació de bitllets de tren a mesura que els trens es van fer cada cop més populars i comuns entre 1850 i 1900.

## Mecanisme

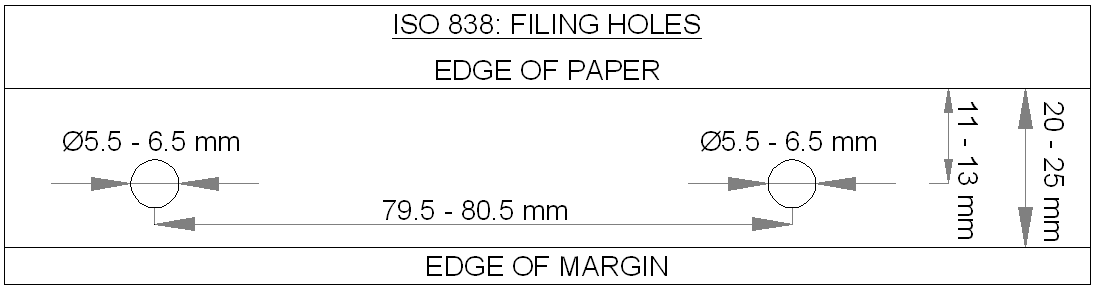
Una il·lustració que mostra la posició i mida de les perforacions.

Una perforadora típica, sigui d'un forat o de múltiples, té una llarga palanca que es fa servir per exercir pressió sobre un cilindre afilat, que traspassa una o diverses fulles de paper. Com que la distància que recorre el cilindre és d'uns pocs mm pot situar-se a un centímetre del fulcre de la palanca. Per a nombres de fulles reduïts, la palanca no cal que sigui superior a 8 cm per poder exercir prou força.
Les perforadores industrials -per a centenars de fulls- tenen braços molt més llargs, però segueixen el mateix funcionament.

## Estàndards

### Internacional

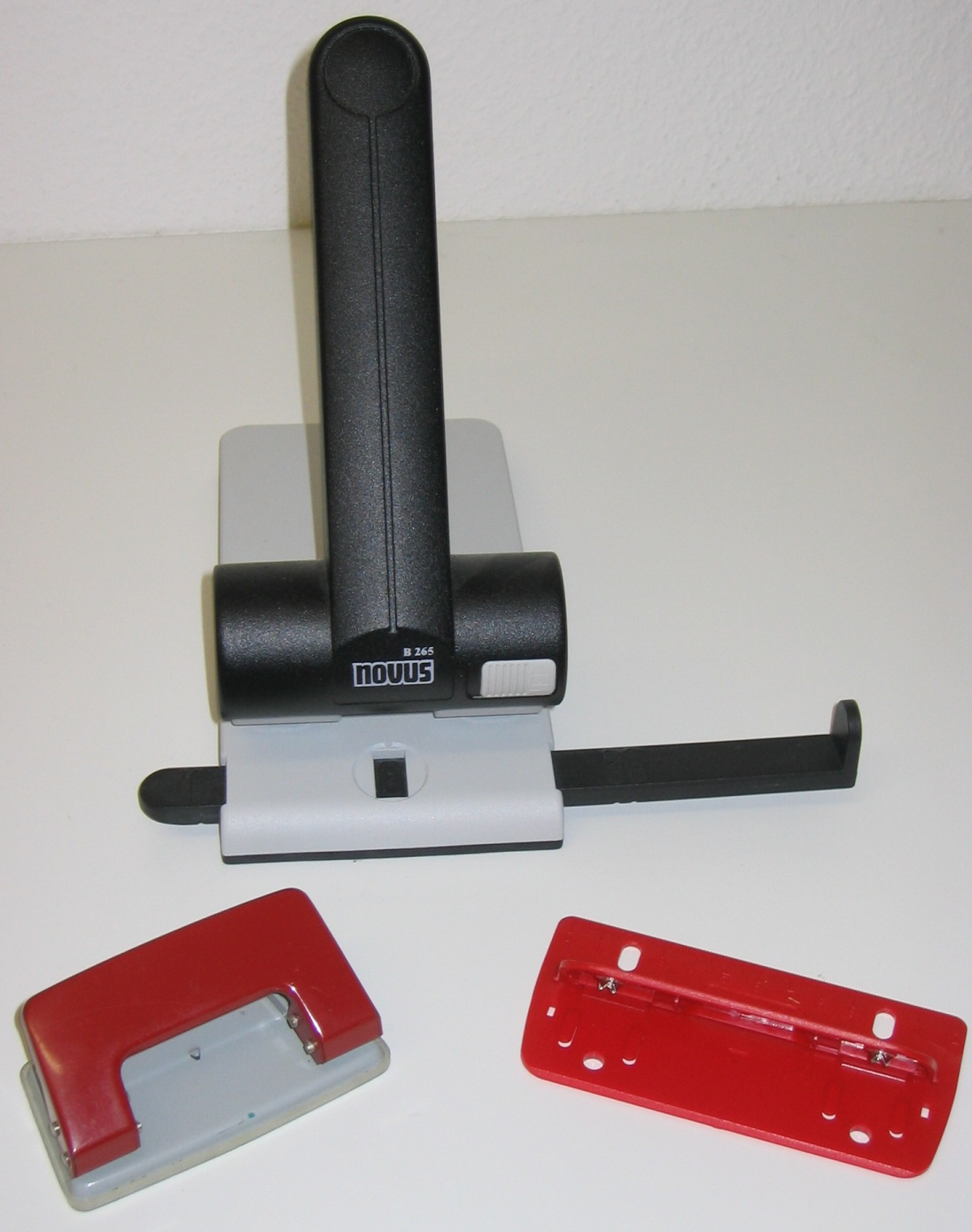
Tres mides diferents de perforadores amb dos tipus de forats.

L'estàndard més habitual per la mida i la posició de les perforacions és l'Estàndard Internacional ISO 838. Es practiquen dos forats amb un diàmetre de 6 ± 0,5 mm al paper. Els seus centres estan separats 80 ± 0,5 mm i estan a una distància de 12 ± 1 mm de la vora més propera. Les perforacions estan situades simètricament en relació amb l'eix de la fulla.
Tots els formats de paper que tenen almenys 100 mm de llarg (ISO A7 o majors) poden perforar usant aquest sistema. Es poden practicar perforacions ISO 838 en documents impresos amb un marge de 20 a 25 mm.
Hi ha un estàndard de quatre forats compatible amb ISO 838 però no especificat per ISO 838 que es fa servir profusament. Els dos forats addicionals estan situats 80 mm sobre i per sota dels dos ja especificats. L'ús de dos forats addicionals proporciona una major estabilitat a la unió.

### Amèrica del Nord

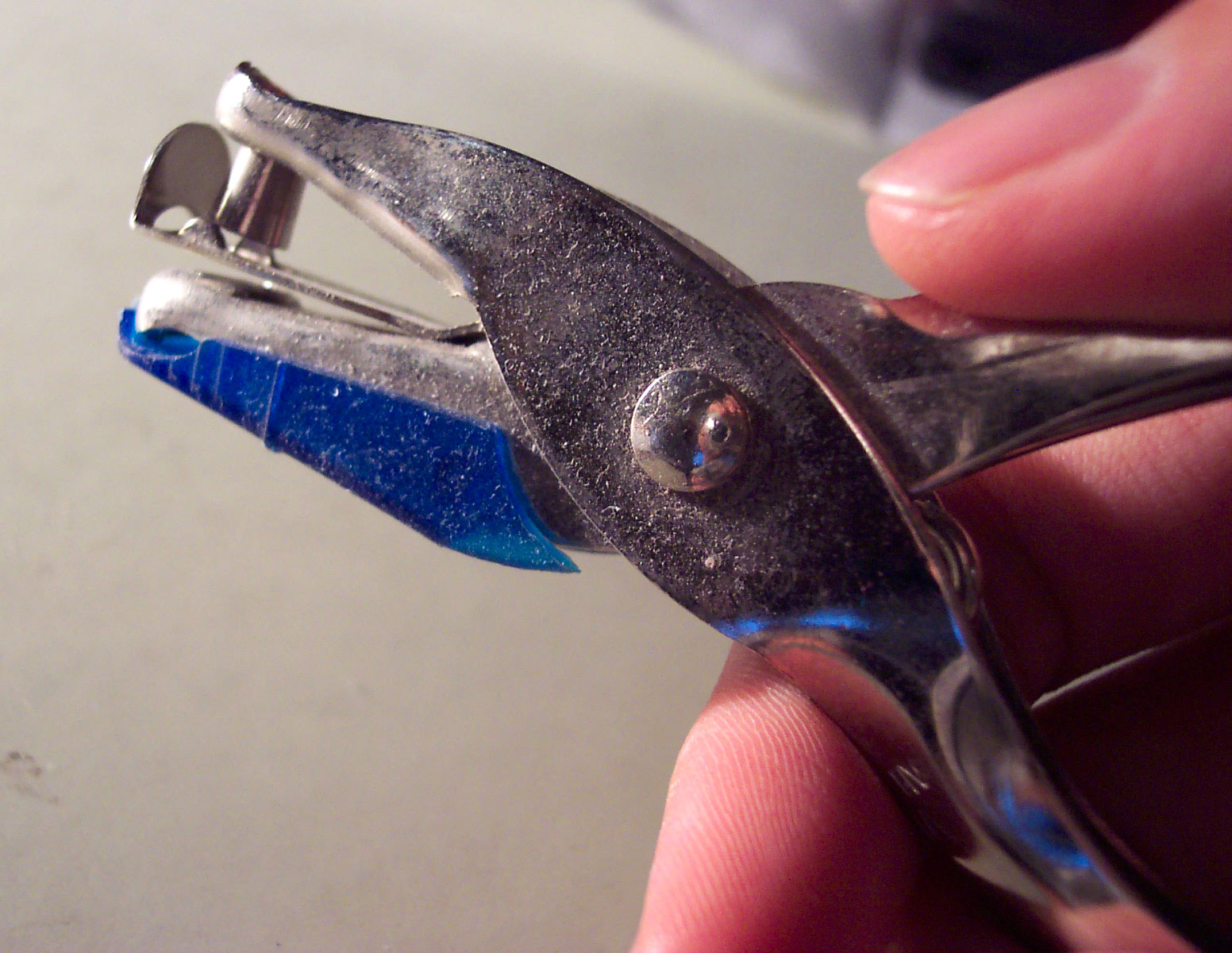
Perforadora d'un forat.

En els Estats Units i, en part, a Mèxic i el Canadà s'empra sovint un estàndard de tres perforacions. Els forats es disposen simètricament, amb els centres separats per 108 mm. El diàmetre dels forats és del voltant d'1/4 de polzada (6.35 mm) i la distància al paper d'un altre 1/4 (6.35 mm) de polzada.
Aquest estàndard només pot aplicar-se a formats de paper d'una alçada superior a 240 mm. És incompatible amb ISO 838.
En els Estats Units s'empra un estàndard de dues perforacions sovint. Els dos forats se situen simètricament, amb els centres a 2.75 polzades (6.985 centímetres) de distància. Aquest estàndard és també incompatible amb ISO 838.

### Suècia
A Suècia es fa servir gairebé exclusivament un estàndard de quatre forats anomenat triohålning. Els centres dels forats estan en les coordenades 21mm, 70mm i separats per 21 mm.
Aquest estàndard és incompatible amb ISO 838.

## Tipus de perforacions

### Perforadores d'un sol forat

Perforadora d'un sol forat per a paper.

Les perforadores d'un sol forat s'usen sovint per marcar entrades o tiquets, el que indica que el títol ha estat usat.
Hi ha perforadores que practiquen orificis amb diverses formes geomètriques o, fins i tot, siluetes d'objectes o animals. S'empren per perforar forats decoratius al llarg de les vores de les cantonades del paper, així com per fer confetti.

#### Perforadores eyelet
Una altra eina relacionada és la perforadora eyelet. És una perforadora d'un sol forat que, a més, insereix una pinça metàl·lica en el forat. S'empra per assegurar permanentment la unió de diversos fulls.

### Perforadores de múltiples forats
Hi ha perforadores que poden practicar un, dos, tres, quatre, cinc, sis, set o vuit forats d'una vegada. La seva situació quadra amb l'espaiat de les anelles.
Amb poques excepcions, les perforadores de dos i quatre forats coherents amb ISO 838 són la norma.
En els Estats Units la perforadora de tres forats és la més comuna, seguida per la de dos forats.
Hi ha models d'oficina disponibles per perforar d'1 a 150 fulls de paper, i els models industrials poden perforar fins a 470 fulls. La majoria de les perforadores múltiples, així com moltes d'un sol forat, acumulen el paper sobrant en càmeres que han de ser periòdicament buidades per poder seguir usant la perforadora.

## 4 forats o 888
Una extensió de quatre forats a ISO 838 també s'utilitza habitualment. Es perforen dos forats d'acord amb l'estàndard, més dos forats addicionals situats a 80 mm a l'exterior dels forats estàndard. Els dos forats addicionals proporcionen més estabilitat a les carpetes de 4 anelles, alhora que permeten que el paper de 4 forats càpiga a les carpetes de 2 anelles. Aquesta extensió de vegades s'anomena sistema "888" a causa dels tres 8 cm de separació entre els forats. (Nota: Referir-se a aquesta norma de facto com a "ISO 888" és inexacte, ja que la norma ISO 888 real fa referència als elements de fixació, no als forats en paper.) Alguns perforadors de 2 forats tenen una marca "888" a la guia del paper, per ajudar a perforar els quatre forats en paper A4 .

## Taula d'espaiat dels forats

Patrons de forats més utilitzats per a perforadores i carpetes d'anelles

## Galeria

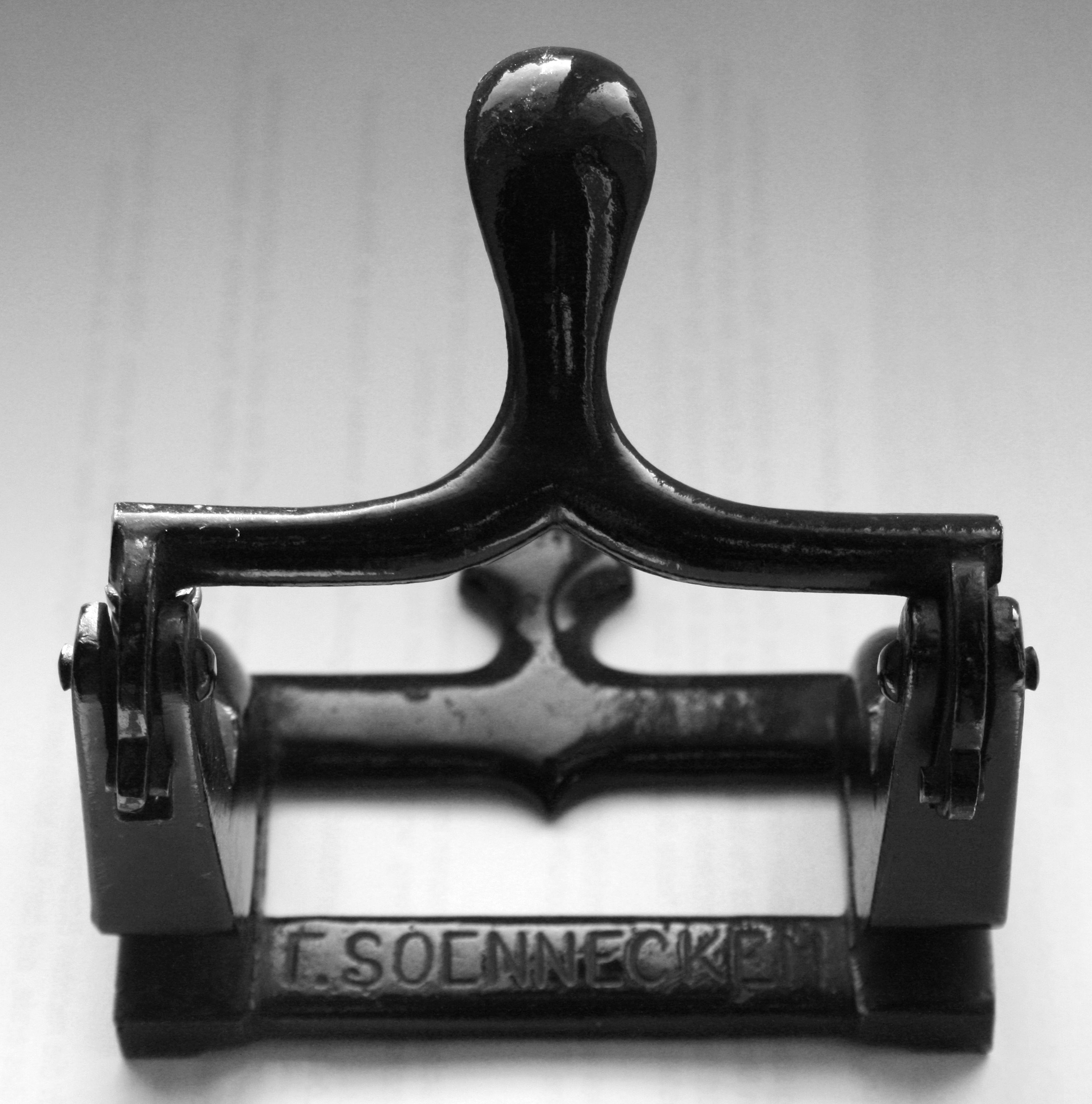
Perforadora antiga Soennecken
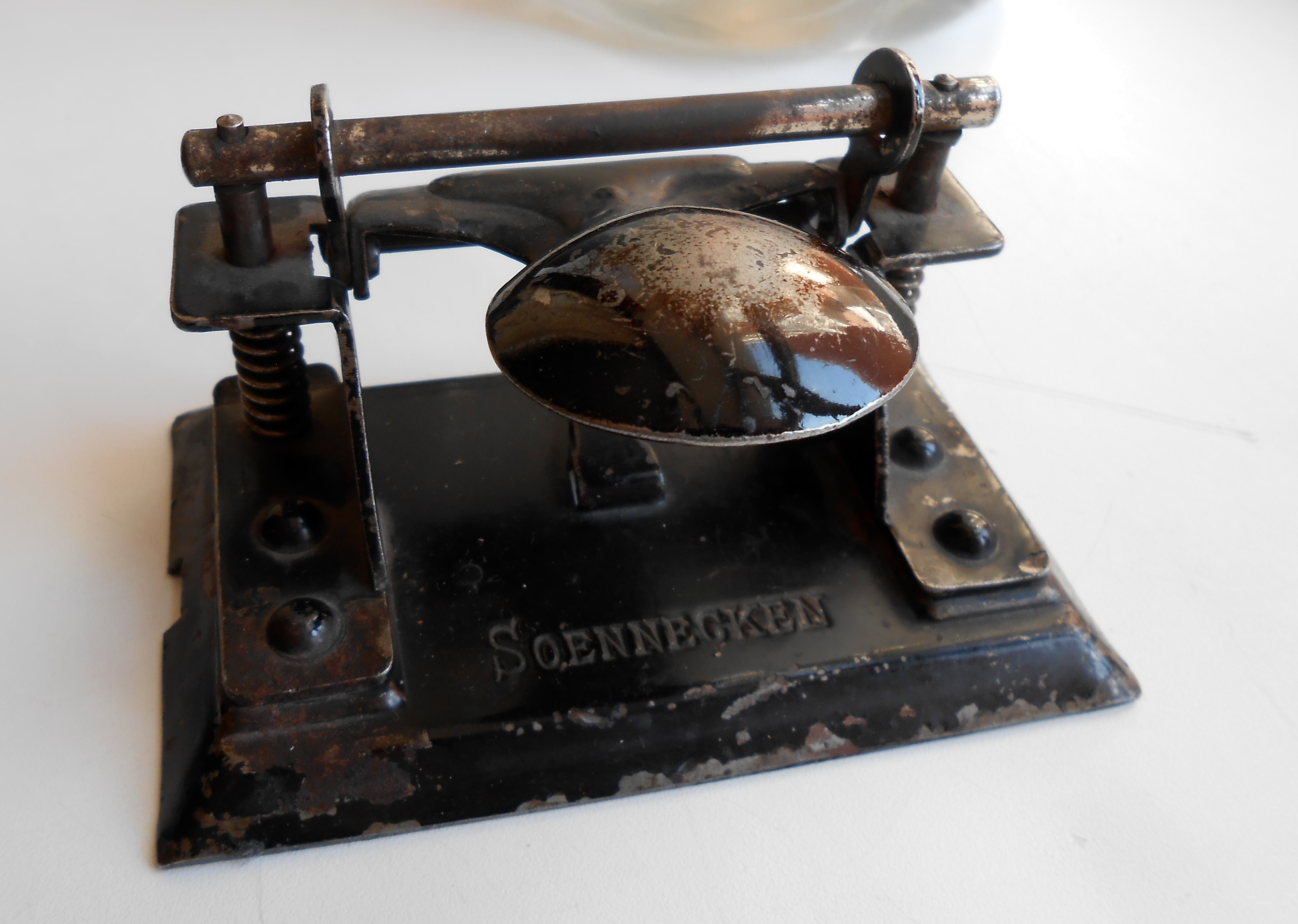
Perforadora antiga de Soennecken de gran resistència
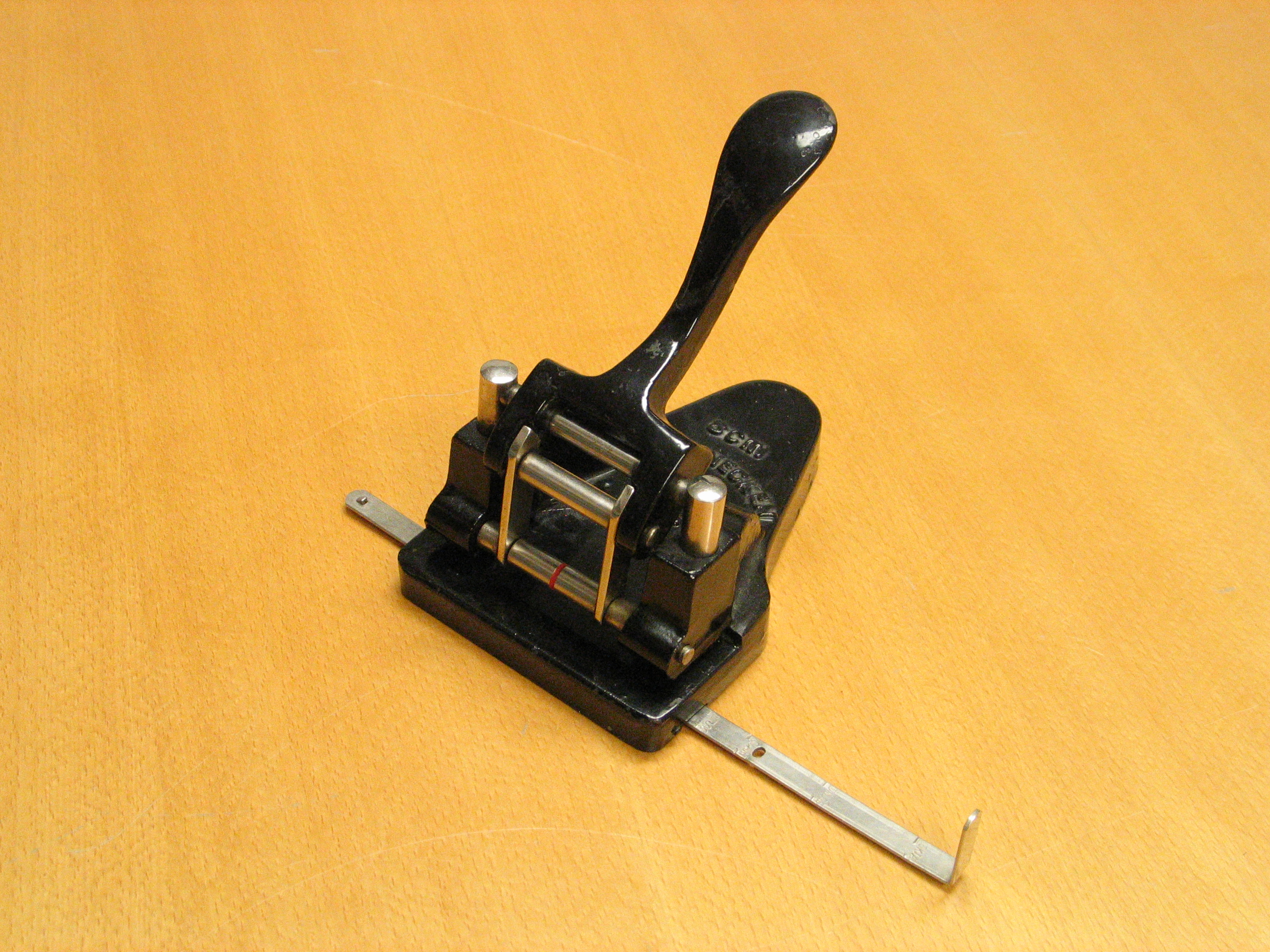
Perforadora sueca
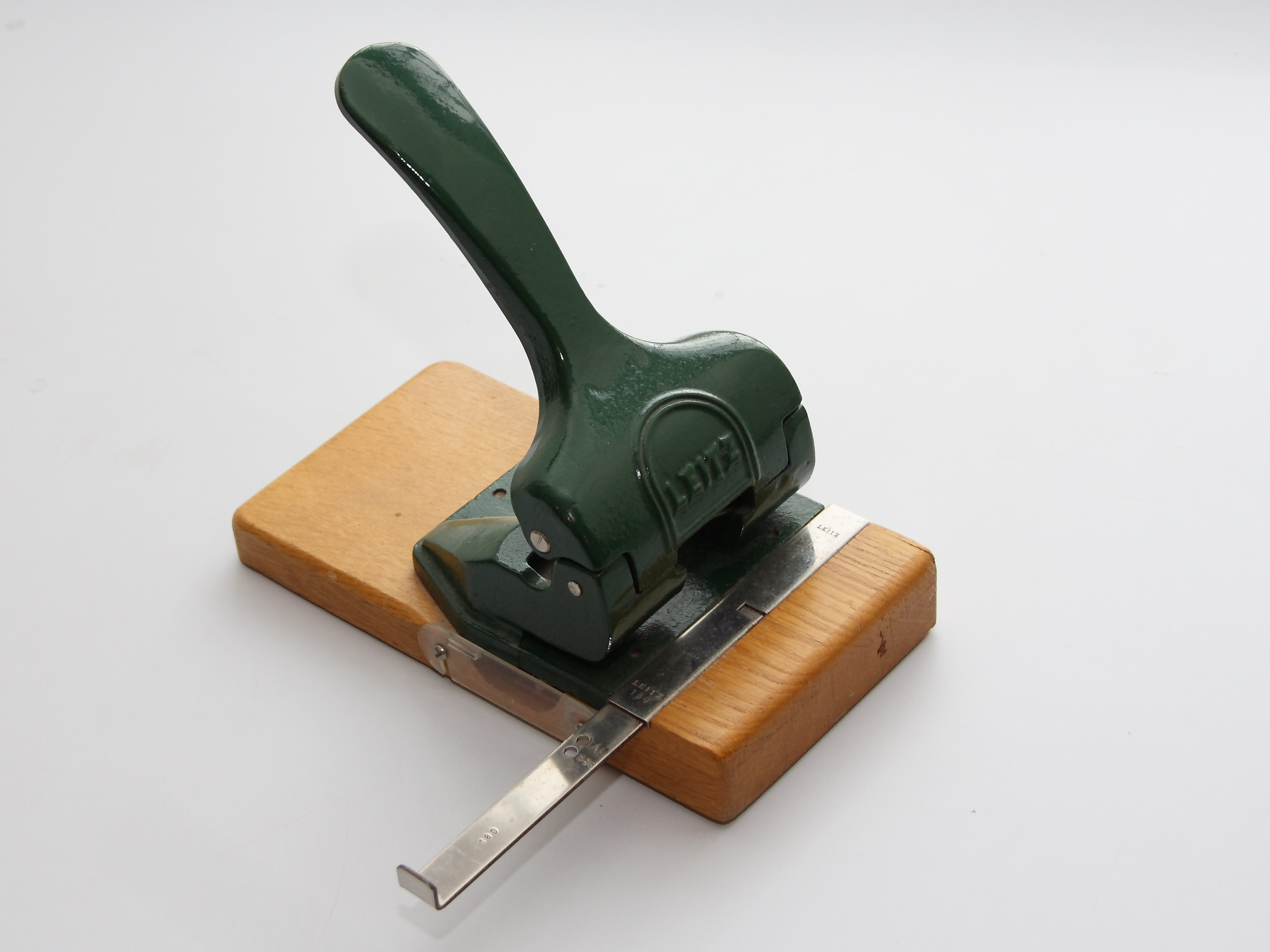
Perforadora Leitz alemanya
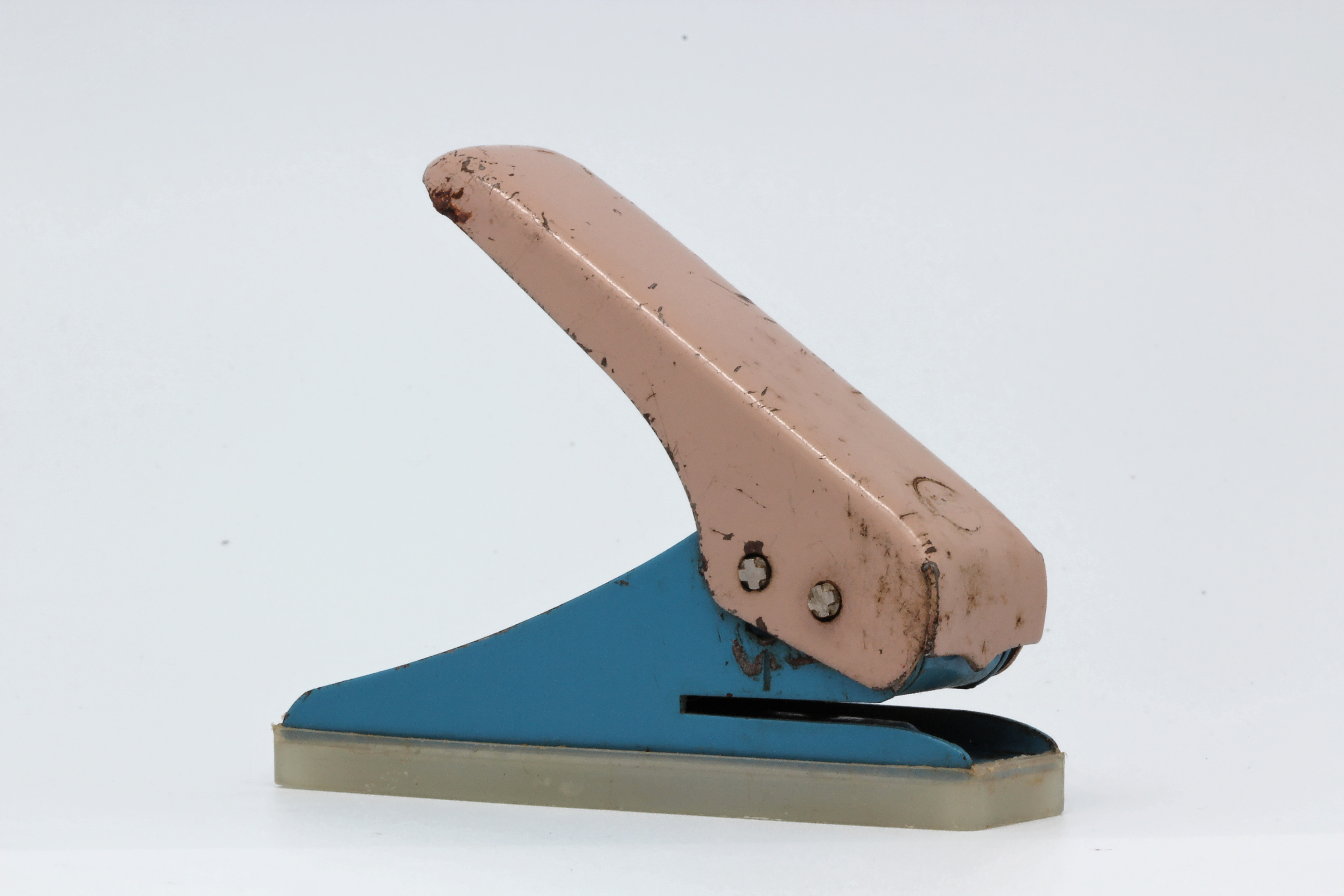
Perforadora japonesa d'un sol forat
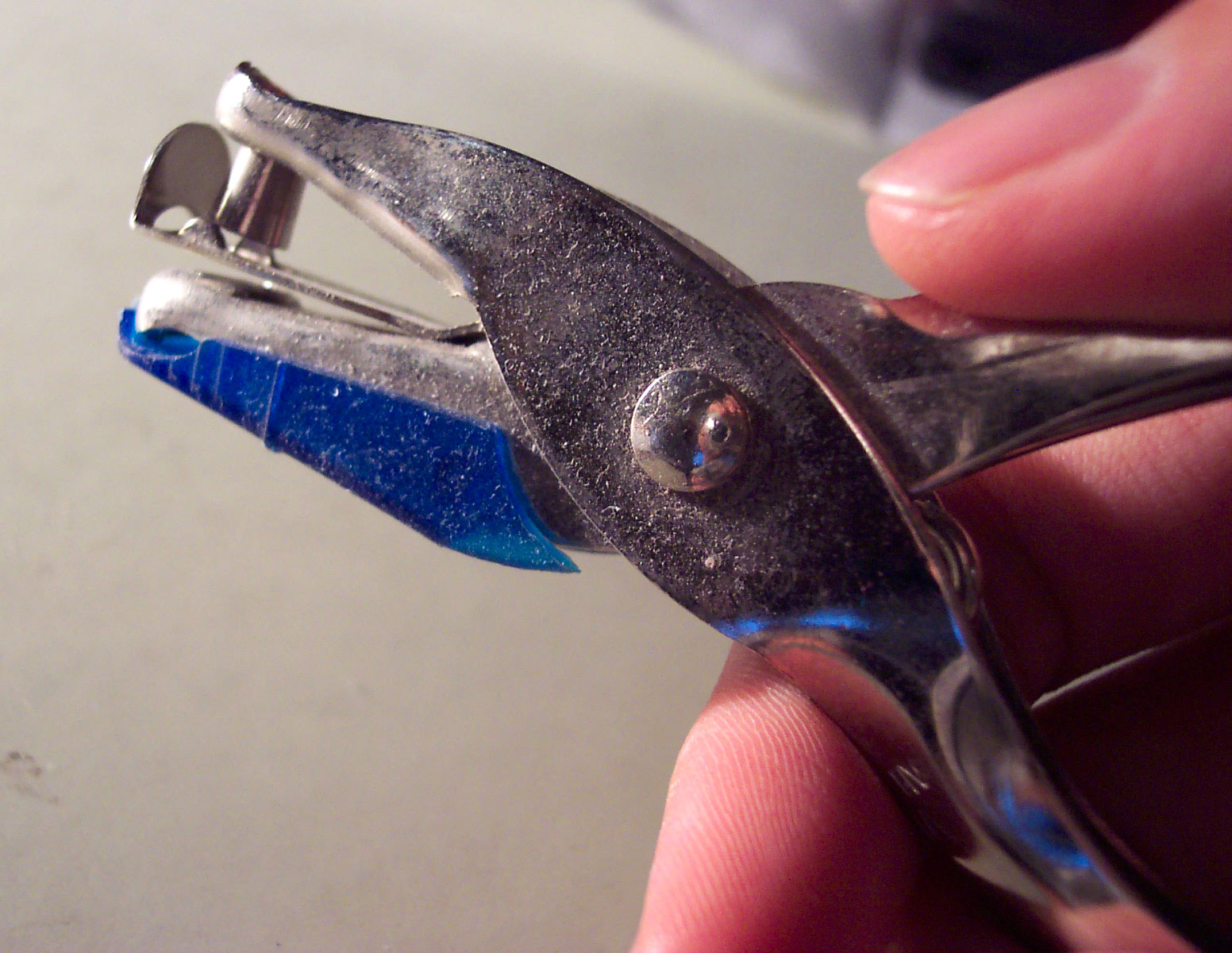
Primer pla de punxó amb col·lector de xad de plàstic blau
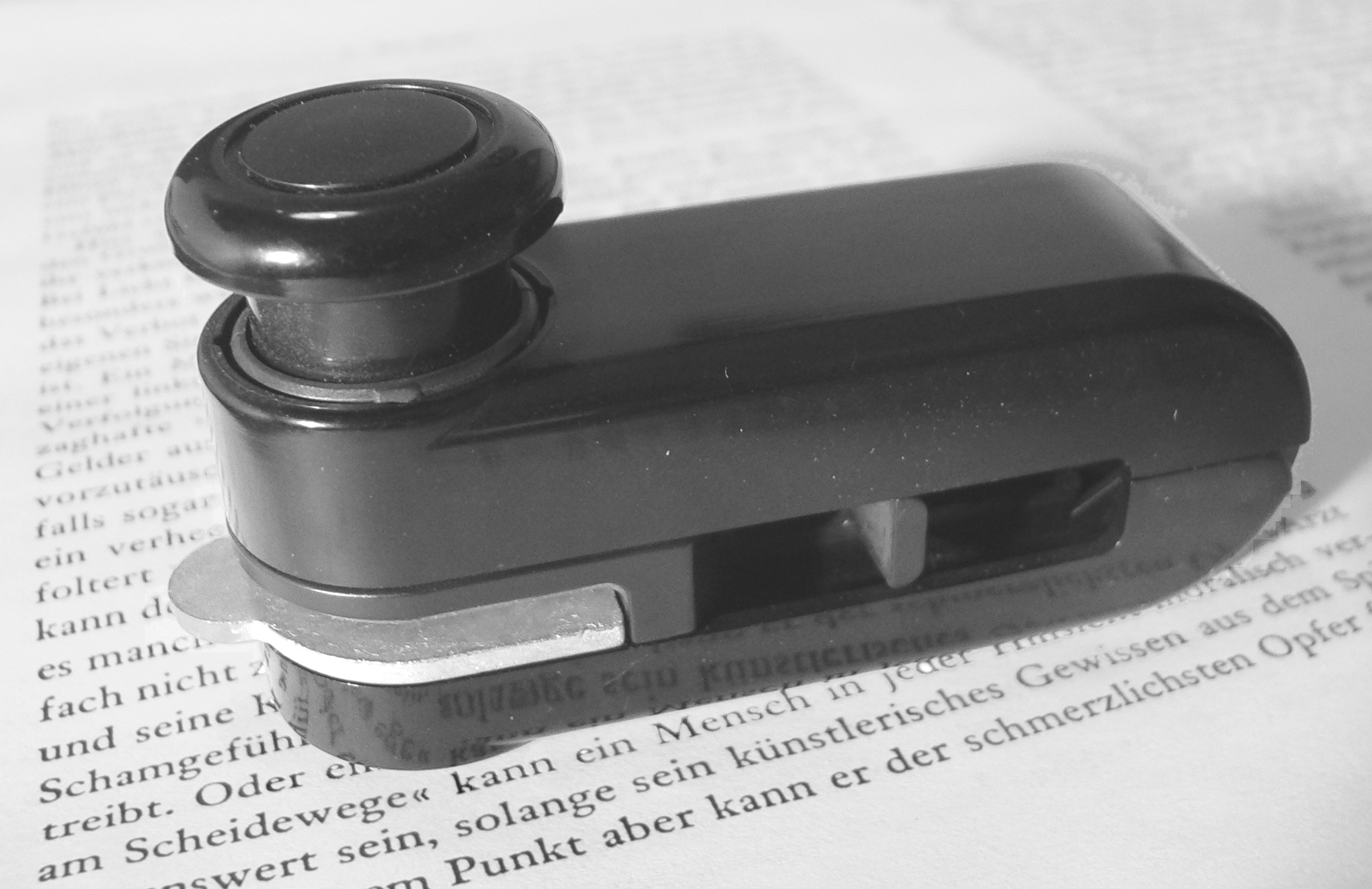
Perforadora d'un sol forat per a paper
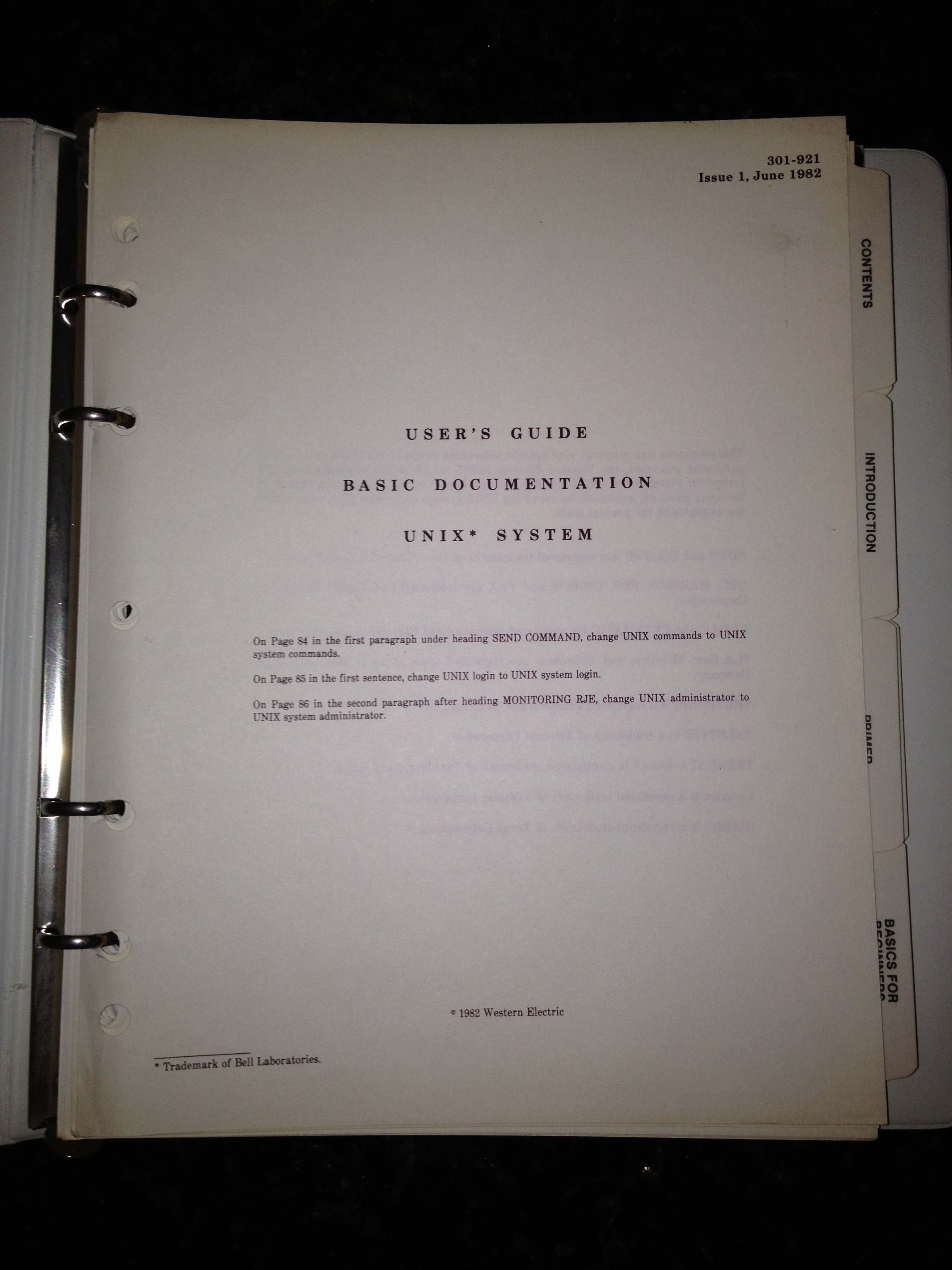
Paper perforat amb 7 forats, en una carpeta de 4 anelles
Una perforadora en ús